# La Puebla del Río
La Puebla del Río – gmina w Hiszpanii, w prowincji Sewilla, w Andaluzji, o powierzchni 374,38 km². W 2011 roku gmina liczyła 12 249 mieszkańców.
Niewątpliwie wartość środowiskowa gminy jest widoczna dzięki jej udziałowi terytorialnemu w Siedmiu różnych Chronionych Obszarach Naturalnych należących do sieci Natura 2000, oprócz innych międzynarodowych postaci, takich jak Rezerwat Biosfery, który obejmuje ją w całości.